# Павлидис, Антониос
Антониос Павлидис (греч. Αντώνιος Παυλίδης; род. 1 апреля 1993) — греческий шахматист, гроссмейстер (2014).
Чемпион Греции в 2011, 2012 и 2017 гг.

## Спортивные достижения
| Год  | Город | Турнир                | + | − | = | Результат | Место |
| ---- | ----- | --------------------- | - | - | - | --------- | ----- |
| 2012 | Афины | 62-й чемпионат Греции | 6 | 1 | 2 | 7 из 9    | 1     |
|      |       |                       |   |   |   | из        |       |

## Изменения рейтинга
| Графики недоступны из-за технических проблем. См. информацию на Фабрикаторе и на mediawiki.org. |